# Теория деятельности
Теория деятельности или деятельностный подход — школа советской психологии, основанная С. Л. Рубинштейном и развитая А. Н. Леонтьевым на основе его интерпретации культурно-исторического подхода Л. С. Выготского.

## История
Время создания теории деятельности — 1920—1930 гг. «Если оставить в стороне отдельные постановки вопросов и ориентироваться только на достаточно систематические разработки, то, наверное, можно сказать, что в философии изучение деятельности как таковой началось примерно 350 лет назад, хотя общие основания и определённая традиция в этой области шли уже от Аристотеля».
Рубинштейн заложил основы деятельностного подхода и обосновал его философское значение с опорой на тексты Маркса (и, в меньшей степени, Энгельса) ещё в первых своих собственно психологических публикациях середины 1930-х годов. Леонтьев разрабатывал теорию как таковую приблизительно с 1960-х годов, то есть уже после смерти основателя этого подхода Сергея Рубинштейна в 1960 г. При этом Леонтьев декларативно опирался на труды Л. С. Выготского и на философское обоснование этих трудов, то есть философскую теорию К. Маркса, поэтому в их работах много общего.
Базовый тезис этого подхода, как он был сформулирован ещё в самых первых публикациях Рубинштейна середины 1930-х годов, формулируется следующим образом: единственный путь преодолеть разрыв между «внутренним» (то есть, условно говоря, индивидуальной психикой) или, иначе, с философской точки зрения, «субъектом» и, с другой стороны, «внешним» (то есть, окружающим миром физических явлений и процессов), иначе, «объектом» — это рассматривать их как неразрывное единство «субъекта-объекта», объединённых в «сознательной деятельности». Именно таким образом снимается логическое противоречие и дуализм «внешнего-внутреннего», присущий всей предшествовавшей психологической науке.

На основе этого положения в 1930-х годах Рубинштейн формирует основной принцип: «единство сознания и деятельности». Психика и сознание, формируясь в деятельности, в деятельности и проявляются; вопрос первичности того или иного, таким образом, очевидно снимается. Деятельность и сознание — это не две разные стороны обращенных аспектов, они образуют органическое единство (но не тождество). Деятельность не является совокупностью рефлекторных реакций на внешний стимул, так как регулируется сознанием. Сознание рассматривается как реальность, которая не дана субъекту непосредственно для его самонаблюдения. Сознание может быть познано лишь через систему субъективных отношений, в том числе через деятельность субъекта, в процессе которой субъект развивается. Впоследствии Леонтьев, по его мнению, уточняет положение Рубинштейна: 
Сознание не просто «проявляется и формируется» в деятельности как отдельная реальность – оно «встроено» в деятельность и неразрывно с ней.
Теория деятельности — система методологических и теоретических принципов изучения психических феноменов. Основным предметом исследования признается деятельность, опосредствующая все психические процессы. Данный подход начал формироваться в отечественной психологии в 20-е гг. XX в. В 1930-е гг. было предложено две трактовки деятельностного подхода в психологии: С. Л. Рубинштейна (1889—1960), который сформулировал принцип единства сознания и деятельности; и дуалистическая интерпретация А. Н. Леонтьева (1903—1979), который, совместно с другими представителями Харьковской психологической школы, разработал проблему общности строения внешней и внутренней деятельности. Деятельность — это совокупность действий, направленных на достижение целей (по Рубинштейну).

## Категория деятельности
Делая некоторый исторический экскурс в проблему, следует отметить, что «идея деятельности вырастает из некоторых соображений Аристотеля, но не очень развитых, неразвернутых. Она легла в основание философии немецкого классического идеализма: в некоторой степени идея деятельности представлена у Канта, но фактически она развивается сначала Фихте, затем Шеллингом в его системе трансцендентального идеализма, затем Гегелем, Фейербахом и, наконец, Марксом»:39. Говоря об истории развития категории деятельности и о вкладе отечественной философии в её разработку, принято указывать, что «с исторической точки зрения категория деятельности возникла и обогащалась как инструмент социально-философского исторического размышления (история и эволюция, самоосуществление и свобода духа в немецкой классической философии; творческая, эмерджентная или трансцендентальная сила в философии жизни, феноменологии и т. п.). В марксизме-ленинизме категория деятельности… лежит в фундаменте теории познания и антропосоциогенеза, представлений о предметности практического и познавательного отношений человека к миру, теории общественно-исторической практики как механизма исторического развития человеческого общества».
Описывая природу деятельности как активного процесса, исследователи замечают, что «термин „деятельность“ широко используется в таких науках, как психология и социология, прежде всего для описания процессов нереактивного характера. Признание деятельности (например, человека) активным процессом означает, что последний не может быть объяснён сугубо внешними для деятеля в данной ситуации факторами (социальными, генетическими или биографическими)».

## Деятельность как предмет теоретического исследования
Исторически возникающие методологические сложности в плане построения подходов к феномену деятельности получили своё преодоление лишь в послевоенное время. Так, говоря о деятельности в широком смысле этого слова, известный отечественный философ и методолог Щедровицкий писал: «Например, „вещь“ всегда локализована в определённом месте. А где локализована деятельность? До сих пор все попытки найти ей место где-то вокруг человека или в человеке заканчивались неудачами… „вещь“ состоит из частей и в каждый момент времени представлена всеми своими частями; с этой точки зрения она совершенно однородна. А из каких частей состоит деятельность и можно ли эти части пространственно суммировать в одно целое? До сих пор ответ получался только отрицательным, и это привело к утверждениям, что деятельность есть „процесс“». Расширяя своё понимание природы деятельности, Щедровицкий продолжает своё рассуждение в том духе, что «но и такое решение оказалось неудовлетворительным. Мы говорим о „процессе“, когда рассматриваем изменение какого-либо объекта и можем выразить его в последовательности „состояний“ объекта. Это значит, что каждая характеристика в этой последовательности относится к объекту в целом, а между собой они ещё, кроме того, связаны особым отношением „во времени“»; в этой связи на «основе категории „процесс“ никогда не удавалось объяснить, каким образом человек действует, как он использует свои прошлые продукты в качестве средств новой деятельности, как он объединяет в одной актуальной структуре „прошлое“, „настоящее“ и „будущее“». Так или иначе, но в конечной цепи оснований и следствий, школы деятельностного подхода приходят к тому выводу, что «исходное фундаментальное представление: деятельность — система».

## Активность деятельности
Концептуализация представления о природе деятельности в настоящее время, как правило, сводится к представлениям о т. н. её «проактивности» в противовес её «реактивности». Вместе с тем, ещё в Советское время исследователи указывали на активный характер деятельности: «между человеком и миром, сознанием и самосознанием устанавливается отношение дистантности, отстранённости, выделенности субъекта из объективного процесса изменений, стабилизации субъекта. Автономия субъекта, возможность быть более стабильным, чем среда, или более подвижным, чем окружающие изменения, независимость от среды и активность в её преобразовании есть и следствие, и необходимое условие инструментализации связи человека и мира».